# میگوئل آنخل رودریگز
میگوئل آنخل رودریگز اچوریا (اسپانیایی: Miguel Ángel Rodríguez Echeverría‎؛ زادهٔ ۹ ژانویه ۱۹۴۰) یک اقتصاددان، وکیل، بازرگان و سیاستمدار کاستاریکایی است که از ۸ مه ۱۹۹۸ تا ۸ مه ۲۰۰۲ رئیس‌جمهور این کشور بود.